# L'Envers de l'histoire contemporaine
L’Envers de l’histoire contemporaine est un roman d’Honoré de Balzac, paru en 1848. Il entre dans les Scènes de la vie parisienne de La Comédie humaine et raconte la destinée d'un certain « Godefroid » (sans rapport avec Godefroid de Beaudenord) qui abandonne une vie de débauche pour rejoindre le chemin de vertu d'une société secrète, les Frères de la Consolation, qui se réunissent chez la baronne de La Chanterie afin de manigancer pour le bonheur des autres et ce, avec une charité sans faille au point de faire sauver la fille du bourreau de leur bienfaitrice.

On a peu de certitude sur l’historique de la publication de cet ouvrage qui, en lui seul, résume tout le travail secret de l’écrivain, sa manière de composer des intrigues à tiroirs dans lesquels il laisse parfois trace d’un message. Lorsqu’il termine ce roman, Balzac ne sait pas que ce sera le dernier. Sa santé est déjà chancelante. Les suivants resteront inachevés. On comprend mieux, en sachant cela, le choix du sujet : une société secrète à but charitable. Le choix du lieu aussi : un quartier désert non loin de la cathédrale Notre-Dame de Paris. 
« La mythologie balzacienne, directement héritée du roman noir, veut que la force règne par le mystère et que tout vrai pouvoir soit occulte. »
Ici, il s’agit d’un pouvoir occulte charitable : les Frères de la Consolation, qui se protègent par le secret et dont les membres de l’ordre mènent une vie de religieux, modeste, sans exigence. Cette association est exactement l’envers des Treize, de l'Histoire des Treize. Lorsqu’il parle de son roman, Balzac indique qu’il prépare une sorte d’opposition à Splendeurs et misères des courtisanes, où la débauche régnait en maîtresse absolue ; il affirmait que, dans ce roman, il voulait « appliquer au bien la même idée qu’au mal ». Le besoin de vertu, de bienfaisance, de religion en plein cœur d’une capitale corrompue est comme le dernier vœu d’un écrivain qui s’est épuisé à décrire toutes les facettes du monde, des meilleures au pires, et qui va laisser derrière lui une œuvre gigantesque, inspiratrice de nombreux écrivains. Balzac bouclait sans le savoir une structure qui allait faire date dans l’histoire de la littérature : l’idée de « cycle romanesque » dont s’inspireront, entre autres, Émile Zola et Marcel Proust.

## Résumé

### Premier épisode:Madame de La Chanterie
Un jour de septembre 1836, le jeune Godefroid, qui décide d’abandonner sa vie de débauche et de paresse, se rend chez une logeuse à la suite d’une annonce et voit un homme porter secours et consolation à un autre. En arrivant dans la maison où on lui loue une chambre, il reconnaît l’homme bon.
La maison, qui se trouve rue Chanoinesse, proche de la cathédrale Notre-Dame de Paris, est occupée par la société des Frères de la Consolation, entièrement dévouée à la charité chrétienne. Godefroid apprend de la part de madame de La Chanterie, qui préside cette société, les coutumes de la maison : on se lève et se couche très tôt, et on cherche inspiration dans l'œuvre pieuse L'Imitation de Jésus-Christ. Les autres membres de cette société sont monsieur Nicolas (en vérité le marquis de Montauran, ancien colonel de la gendarmerie), monsieur Joseph (Lecamus, baron de Tresnes et ancien conseiller de la cour royale), monsieur Alain, l'abbé de Vèze et la servante Manon.
Un soir, monsieur Alain raconte à Godefroid comment, jeune homme, il avait douté d'un ami auquel il avait prêté une grande somme d'argent, ami qui finalement lui avait rendu honnêtement toute la somme empruntée. Cet événement avait déclenché en monsieur Alain son dévouement à la charité et il avait rejoint la société des Frères de la Consolation après avoir rencontré le juge Jean-Jules Popinot, cofondateur de la société avec madame de La Chanterie et le vicaire de Notre-Dame.
Godefroid apprend aussi par monsieur Alain l'histoire de madame de La Chanterie. Née en 1772 Barbe-Philiberte de Champignelles, elle se marie avec Henri de La Chanterie qui devient président du tribunal révolutionnaire et qui est condamné à la chute de Robespierre. Madame de La Chanterie sauve son mari de la prison, mais celui-ci continue à la tromper et meurt quelques années plus tard. Leur fille commune, Henriette, mariée en 1807 avec le baron Polydore Bryond des Tours-Minières (le futur Contenson, agent de police secrète), se laisse traîner par son mari dans une affaire de chouannerie. Elle est condamnée à mort et exécutée, madame de La Chanterie est condamnée à la prison mais rétablie lors de la Restauration.

### Second épisode: L'initié
Une fois que le désir de Godefroid d'appartenir à cette société mystérieuse se manifeste, on lui confie une mission sous le parrainage de monsieur Alain. Tandis que monsieur Alain lui-même va s'infiltrer comme contremaître dans une « grande fabrique dont tous les ouvriers sont infectés des doctrines communistes, et qui rêvent d'une destruction sociale, l'égorgement des maîtres […] », Godefroid est envoyé rue Notre-Dame-des-Champs, proche du boulevard du Montparnasse. Il y a à cette adresse une famille composée d'un vieillard (monsieur Bernard), sa fille Vanda — gravement atteinte de la plique polonaise et alitée depuis des années — et le fils de cette dernière, Auguste. Godefroid s'applique à la tâche et offre à la famille une aide qui va lui permettre de sortir de sa misère, en prônant le principe de la charité catholique, qui est bien en contraste avec les principes de la philanthropie évoqués par monsieur Bernard.
À la confrérie, on lui reproche de s'être laissé séduire par la « poésie de la misère ». En effet, il se trouve que le vieillard est en vérité le juge qui avait, au temps de l'Empire, condamné madame de La Chanterie et sa fille. On lui retire alors sa mission, et Godefroid craint que la société saisisse l'occasion facile pour se venger du bourreau de la fille La Chanterie. Pourtant, il apprend quelque temps plus tard que les Frères ont continué l'œuvre commencée par Godefroid et ont tiré la famille de la misère, tout en restant anonymes. C'est monsieur Bernard lui-même qui fait des recherches pour connaître l'origine de Godefroid, et qui retrouve son ancienne victime, rue Chanoinesse. Il reconnaît son crime et se repent, avec les mots : « Les anges se vengent ainsi. »
Et le roman se termine par cette phrase : « Ce jour-là, Godefroid fut acquis à l'Ordre des Frères de la Consolation. »